# Ajchipsou
Los ajchipsou (en ruso: Ахчипсоу) fueron una tribu de los sadz del grupo abjasio-abasio, que vivieron en el Gran Cáucaso, cerca de la actual frontera entre el krai de Krasnodar y Abjasia. Ocuparon la zona alta del río Mzymta y su afluente el Achipsé, en la actual Krásnaya Poliana, en el distrito de Ádler, el distrito más meridional de la unidad municipal de la ciudad-balneario de Sochi, en Rusia. Los ajchipsou estuvieron dominados por el clan Kazılbeg Azaguyipa. 
Los ajchipsou fueron conquistados en mayo de 1864, ofreciendo una dura resistencia en la guerra ruso-circasiana, y como resultado de la derrota, se convirtieron en Muhayires al ser deportados al Imperio otomano.